# Calandrinia oblonga
Calandrinia oblonga är en källörtsväxtart som beskrevs av Syeda och Carolin. Calandrinia oblonga ingår i släktet sidenblommor, och familjen källörtsväxter. Inga underarter finns listade i Catalogue of Life.